# Stanley Baldwin
Stanley Baldwin, I conte Baldwin di Bewdley (Bewdley, 3 agosto 1867 – Stourport-on-Severn, 14 dicembre 1947), è stato un politico britannico, membro del Partito Conservatore.
È stato primo ministro del Regno Unito tre volte: dal 22 maggio 1923 al 22 gennaio 1924, dal 4 novembre 1924 al 5 giugno 1929 e dal 7 giugno 1935 al 28 maggio 1937.

## Inizio della carriera politica e prima Premiership

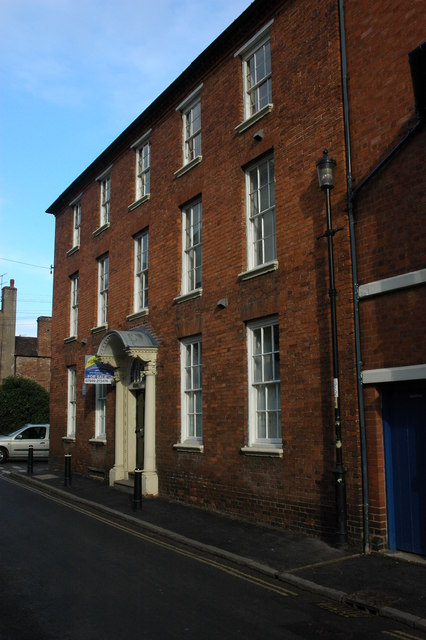
Casa natale di Baldwin

Stanley Baldwin nacque a Bewdley, nel Worcestershire, nel 1867, da una famiglia di industriali siderurgici. Nel 1908 venne eletto alla Camera dei Comuni per il Partito Conservatore nel seggio di Bewdley, precedentemente occupato dal padre. Nel 1917, durante la prima guerra mondiale, entrò per la prima volta al governo, con la carica di segretario finanziario al Tesoro, e nel 1921 fu promosso all'incarico di presidente del Board of Trade, divenendo così membro del Gabinetto.
Nell'ottobre 1922 Baldwin venne scelto come cancelliere dello Scacchiere dal nuovo primo ministro Bonar Law. Quando quest'ultimo si ritirò dalla vita politica perché malato terminale di cancro, nel maggio 1923, non essendovi altri esponenti di primo piano dei conservatori al governo, proprio Baldwin venne scelto come nuovo primo ministro. Tuttavia, Baldwin preferì andare alle urne nel dicembre di quell'anno per verificare il consenso degli elettori alla sua proposta di una tariffa protezionistica, e i conservatori persero la maggioranza.

## Dall'opposizione al secondo Governo Baldwin
In seguito alle dimissioni di Baldwin nel gennaio 1924, il Governo venne formato dal Partito Laburista con Ramsay MacDonald come primo ministro, senza tuttavia disporre della maggioranza dei seggi. Pertanto, si tornò ancora alle urne nel dicembre dello stesso anno, e i conservatori ottennero la maggioranza assoluta dei seggi. Il nuovo Governo Baldwin dovette affrontare gravi problemi, come la difficile difesa del gold standard e la gestione dei debiti di guerra. Ma soprattutto Baldwin si trovò a gestire lo sciopero generale proclamato dal Trades Union Congress (TUC: la maggiore confederazione sindacale della Gran Bretagna) nel 1926, in solidarietà alle rivendicazioni dei minatori, che protestavano contro i tagli ai propri salari. Al termine di dieci giorni di sciopero consecutivi, che Baldwin vedeva come un atto di eversione, il sindacato si arrese, lo sciopero venne revocato ed entrò in vigore una legge che vietava gli scioperi di solidarietà, i picchettaggi di massa e l'iscrizione dei dipendenti pubblici al TUC. Alla fine della legislatura, i conservatori persero le elezioni del 1929 e i laburisti tornarono al governo.

## Partecipazione al Governo Nazionale

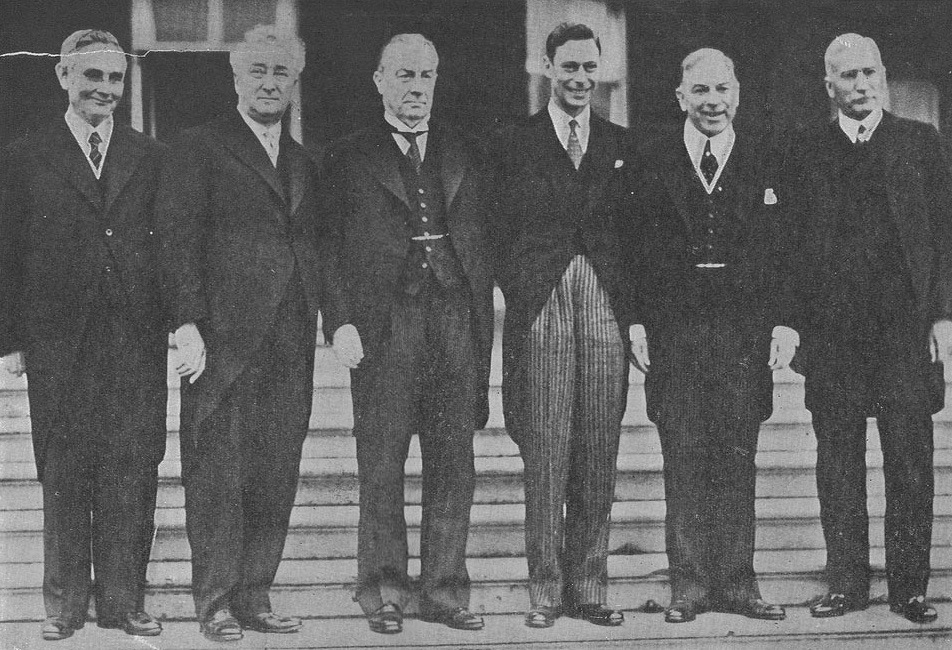
Baldwin (terzo da sinistra) alla Conferenza Imperiale del 1937

I laburisti si trovarono nuovamente privi di una maggioranza assoluta di seggi, e nel 1931 MacDonald, per affrontare la grave crisi economica che stava colpendo tutto il mondo, propose di dar vita a un esecutivo con rappresentanti di tutti i partiti, il cosiddetto "Governo nazionale". Il Partito Laburista, però, espulse MacDonald, il cui governo si trovò quindi sostenuto soprattutto dai conservatori, e Baldwin ebbe l'importante carica di Lord Presidente del Consiglio, diventando primo ministro di fatto a causa del peggioramento della salute di MacDonald. Nel 1935 Baldwin ricoprì per la terza volta la carica di primo ministro.
Oltre alla crisi economica, Baldwin fu costretto a gestire, nel 1936, il problema dell'abdicazione del re, Edoardo VIII, causato dalla scelta di questi di sposare una donna divorziata, l'americana Wallis Simpson, che per di più era sospettata di simpatie naziste. L'abdicazione del re, e la successione di suo fratello Giorgio VI, furono gestite efficacemente da Baldwin. Oltre a questo, il Primo Ministro affrontò la crisi internazionale causata dall'invasione dell'Etiopia da parte dell'Italia di Mussolini, e Baldwin fu accusato di eccessiva docilità nei confronti dell'Italia fascista e della Germania hitleriana. Baldwin si dimise il 28 maggio 1937, il giorno dopo l'incoronazione di Giorgio VI, il quale lo nominò Conte di Bewdley e cavaliere della Giarrettiera. Da allora si ritirò dalla politica; morì a Stourport-on-Severn, nel Worcestershire, il 14 dicembre 1947.

## Matrimonio e figli
Stanley Baldwin si sposò il 12 settembre 1892 con Lucy Ridsdale. Ebbero sei figli:
- Lady Diana Lucy Baldwin (8 aprile 1895-1982), sposò in prime nozze Richard Munro e in seconde nozze George Kemp-Welch;
- Lady Leonora Stanley Baldwin (10 luglio 1896-1989), sposò Arthur Howard, ebbero quattro figli;
- Lady Pamela Margaret Baldwin (16 settembre 1897-14 agosto 1976), sposò Herbert Huntington-Whiteley, ebbero tre figli;
- Oliver Baldwin, II conte Baldwin (1º marzo 1899-10 agosto 1958);
- Lady Esther Louisa Baldwin (16 marzo 1902-1981);
- Arthur Baldwin, III conte Baldwin (22 marzo 1904-5 luglio 1976).